# Gabrielle Anwar
Gabrielle Anwar (Laleham, Middlesex, Anglia, 1970. február 4. –) brit–amerikai színésznő.

## Élete és pályafutása
Édesapja Tariq Anwar filmproducer és vágó, édesanyja Shirley Hills angol színésznő. Londonban járta iskoláit, ahol elvégzett egy tánciskolát is.
Először színpadon szerepelt, majd filmes bemutatkozása a Manifesto című 1988-as filmben volt. Filmezései alatt találkozott Craig Sheffer amerikai színésszel, akivel több filmben szerepelt együtt. Első amerikai filmje a Spionfióka volt 1991-ben. 1993-ban a People magazin beválasztotta a világ 50 legszebb embere közé. Szerepelt a John Doe – A múlt nélküli ember című televíziós sorozatban (2002–2003), valamint a Titkok könyvtára 2. – A visszatérés Salamon kincséhez című 2006-os kalandfilmben is, utóbbiban Noah Wyle mellett. 2007 áprilisában a Tudorok-ban Anwar Margaret hercegnőt, VIII. Henrik nővérét játszotta. Még ugyanebben az évben a Minden lében négy kanál című amerikai sorozatban Fiona Glenanne-t alakította.

## Magánélete
1993-ban született lánya, Willow, akinek édesapja Craig Sheffer amerikai színész. Anwar házasságban élt John Verea színésszel, akitől két gyermeke született. 1997-ben Johnathon Schaech színész partnere volt.

## Filmográfia

### Film
| Év   | Magyar cím           | Eredeti cím                             | Szerep                 | Magyar hang         |
| ---- | -------------------- | --------------------------------------- | ---------------------- | ------------------- |
| 1988 | Manifesto            | Manifesto                               | Tina                   | Molnár Ilona        |
| 1991 | Spionfióka           | If Looks Could Kill                     | Mariska Blade          | Kováts Adél         |
| 1991 | Szívgalopp           | Wild Hearts Can't Be Broken             | Sonora Webster         |                     |
| 1992 | Egy asszony illata   | Scent of a Woman                        | Donna                  | Györgyi Anna        |
| 1993 | Testrablók           | Body Snatchers                          | Marti Malone           | Somlai Edina        |
| 1993 | Szenzációs recepciós | For Love or Money                       | Andy Hart              | Szabó Gabi          |
| 1993 | A három testőr       | The Three Musketeers                    | Anna királyné          | Roatis Andrea       |
| 1995 | Leszámolás Denverben | Things to Do in Denver When You're Dead | Dagney                 | Orosz Helga         |
| 1995 | Halálos kötődés      | Innocent Lies                           | Celia Graves           | Varga Zsuzsa        |
| 1995 | Halálos kötődés      | Innocent Lies                           | Celia Graves           | Mezei Kitty         |
| 1996 | A sír                | The Grave                               | Jordan                 |                     |
| 1997 | Nevada               | Nevada                                  | Varga Zsuzsa           |                     |
| 1998 | Bikinibuli           | Beach Movie                             | Sunny                  |                     |
| 1999 |                      | The Manor                               | Charlotte Kleiner      |                     |
| 1999 |                      | Kimberly                                | Kimberly               |                     |
| 2000 | Ahogy tetszem        | If You Only Knew                        | Kate                   |                     |
| 2000 | A bűnös              | The Guilty                              | Sophie Lennon          | Majsai-Nyilas Tünde |
| 2000 |                      | North Beach                             | Lu                     |                     |
| 2001 | Darázsfészek         | Flying Virus                            | Ann Bauer              | Schell Judit        |
| 2001 | Légörvény 3.         | Turbulence 3: Heavy Metal               | Kate Hayden FBI-ügynök | Németh Borbála      |
| 2003 |                      | Save It for Later                       | Catherine              |                     |
| 2006 | Túlélők              | 9/Tenths                                | Jessica                |                     |
| 2006 | Rejtélyek mocsara    | The Marsh                               | Claire Holloway        | Ruttkay Laura       |
| 2006 |                      | Crazy Eights                            | Beth Patterson         |                     |
| 2008 |                      | iMurders                                | Lindsay Jefferies      |                     |
| 2011 |                      | A Warrior's Heart                       | Claire Sullivan        |                     |
| 2011 | A családfa           | The Family Tree                         | Nina                   | Farkasinszky Edit   |
| 2019 | Az utolsó nyarunk    | The Last Summer                         | Griffin anyja          |                     |

### Televízió
| Év        | Magyar cím                                            | Eredeti cím                                       | Szerep                                    | Megjegyzések                                                      |
| --------- | ----------------------------------------------------- | ------------------------------------------------- | ----------------------------------------- | ----------------------------------------------------------------- |
| 1986      |                                                       | Hideaway                                          | Tracy Wright                              | főszereplő (6 epizód)                                             |
| 1988      | Mesemondó                                             | The StoryTeller                                   | Lidia                                     | 1 epizód                                                          |
| 1988      |                                                       | First Born                                        | Nell Forester                             | 1 epizód                                                          |
| 1989      |                                                       | Summer's Lease                                    | Chrissie Kettering                        | 1 epizód                                                          |
| 1989      | Narnia Krónikái: A Hajnalvándor útja                  | Prince Caspian and the Voyage of the Dawn Treader | hercegnő                                  | 1 epizód                                                          |
| 1990      |                                                       | Press Gang                                        | Sam Black                                 | főszereplő (2. évad)                                              |
| 1991      |                                                       | I misteri della giungla nera                      | Ada Corishant                             | 3 epizód                                                          |
| 1992      | Beverly Hills 90210                                   | Beverly Hills, 90210                              | Tricia Kinney                             | 1 epizód                                                          |
| 1993      | Bukott angyalok                                       | Fallen Angels                                     | Delia                                     | 1 epizód                                                          |
| 1995      | A lovasság becsülete                                  | In Pursuit of Honor                               | Jessica Stewart                           | tévéfilm                                                          |
| 1997      | A hasfelmetsző                                        | The Ripper                                        | Florry Lewis                              | - tévéfilm - magyar hangja: - Gubás Gabi - Roatis Andrea          |
| 1997      | Merülés                                               | Sub Down                                          | Laura Dyson                               | tévéfilm                                                          |
| 1999      |                                                       | My Little Assassin                                | Marita Lorenz                             | tévéfilm                                                          |
| 2000      | Hogyan fogjunk gazdag feleséget?                      | How to Marry a Billionaire: A Christmas Tale      | Jenny Seeger                              | - tévéfilm - magyar hangja: - Horváth Lili                        |
| 2001      | Ügyvédek                                              | The Practice                                      | Katie Defoe                               | 1 epizód                                                          |
| 2002      | Sherlock Holmes esete a gonosszal                     | Sherlock: Case of Evil                            | Rebecca Doyle                             | tévéfilm                                                          |
| 2002      | John Doe – A múlt nélküli ember                       | John Doe                                          | Rachel Penbroke                           | 2 epizód                                                          |
| 2003      | Végzetes vadászat                                     | Without Malice                                    | Susan                                     | tévéfilm                                                          |
| 2004      | Gyilkos emlékek                                       | Try to Remember                                   | Lisa Monroe                               | tévéfilm                                                          |
| 2005      | A rejtelmes sziget                                    | Mysterious Island                                 | Jane                                      | - tévéfilm - magyar hangja: - Kovács Nóra - Györgyi Anna          |
| 2006      | Megrendezett halál                                    | Long Lost Son                                     | Kristen Sheppard / Halloran / Collins     | tévéfilm                                                          |
| 2006      | Titkok könyvtára 2. – A visszatérés Salamon kincséhez | The Librarian: Return to King Solomon's Mines     | Emily Davenport                           | - tévéfilm - magyar hangja: - Hámori Eszter - Kisfalvi Krisztina  |
| 2007      | Tudorok                                               | The Tudors                                        | Margaret hercegnő                         | - visszatérő szereplő (1. évad) - magyar hangja: - Kökényessy Ági |
| 2007–2013 | Minden lében négy kanál                               | Burn Notice                                       | Fiona Glenanne                            | főszereplő                                                        |
| 2008      | Esküdt ellenségek: Különleges ügyosztály              | Law & Order: Special Victims Unit                 | Eva Sintzel                               | 1 epizód                                                          |
| 2010      | Gyilkos a társaságban                                 | Lies Between Friends                              | Joss Jenner                               | tévéfilm                                                          |
| 2011      | Nora Roberts: Ártatlan áldozatok                      | Carnal Innocence                                  | Caroline Waverly                          | - tévéfilm - magyar hangja: - Györgyi Anna - Sipos Eszter Anna    |
| 2017–2018 | Egyszer volt, hol nem volt                            | Once Upon a Time                                  | Lady Rapunzel Tremaine / Victoria Belfrey | főszereplő (7. évad)                                              |